# 双桥镇 (永城市)
双桥乡，是中华人民共和国河南省商丘市永城市下辖的一个乡镇级行政单位。

## 行政区划
双桥乡下辖以下地区：
双桥村、小王庄村、桑楼村、张阁村、位洼村、王香楼村、李珍庄村、汤楼村、贺孙楼村、孙瓦房村、刘阁村、何楼村、孙楼村、曹沟寺村、邓楼村、徐庄村、张乔村、乔洼村、赵洼村、李林村、杨岗村、碱荒村、王店村、王炉营村和大位庄村。